# Киро Тотев
Киро Белчев Тотев е български партизанин, офицер, генерал-майор.

## Биография
Роден е на 29 януари 1932 г. в чирпанското село Гита. В периода 1979 – 1983 е командир на втора мотострелкова дивизия.